# Stile revival mediterraneo

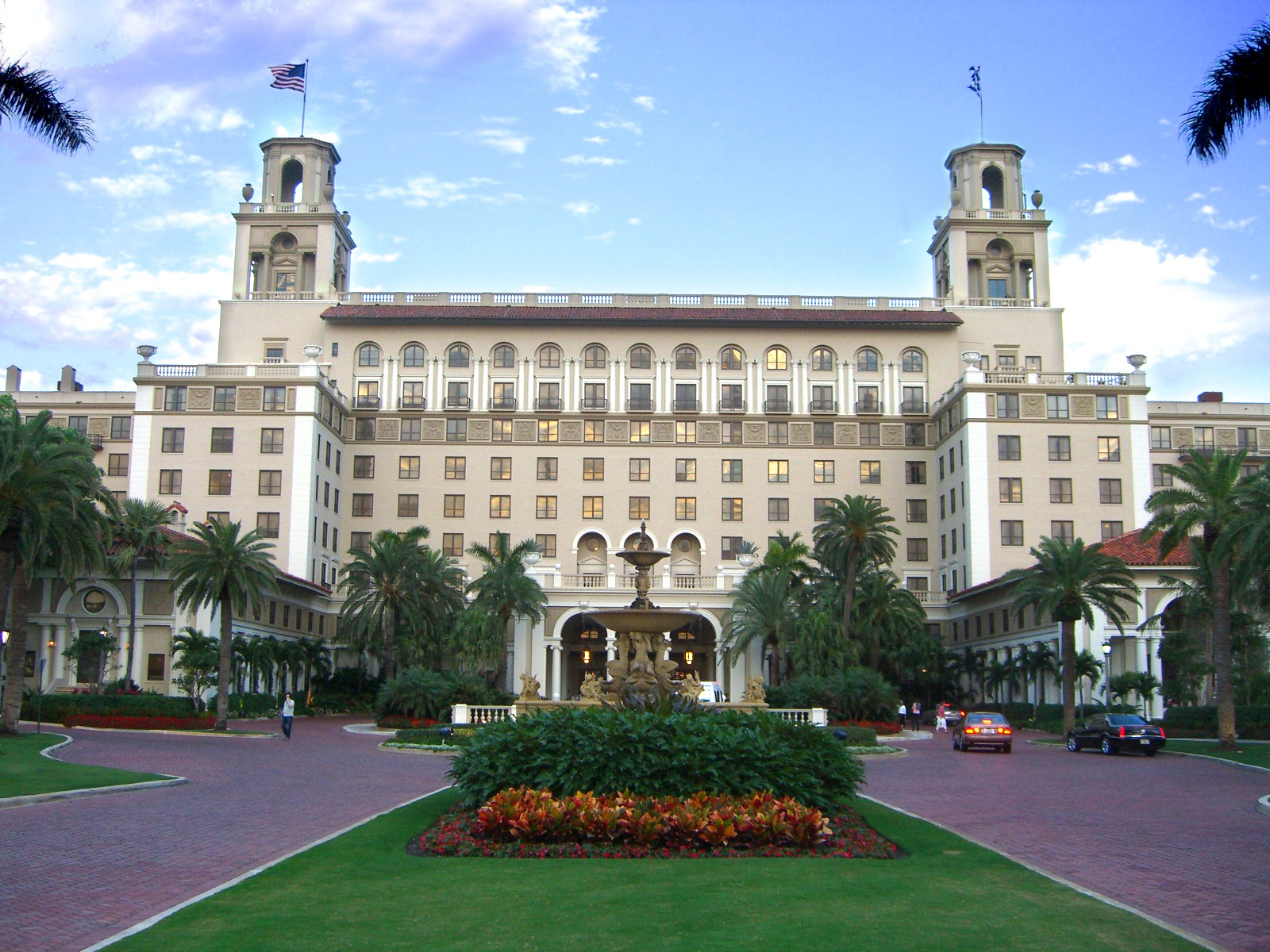
Il Breakers Hotel a Palm Beach, Florida è uno dei più grandiosi esempi di Stile revival mediterraneo

Lo Stile revival mediterraneo è uno stile introdotto negli Stati Uniti alla fine del XIX secolo e incorpora diverse tendenze riferibili all'architettura spagnola rinascimentale, a quella coloniale spagnola, allo Stile Beaux-Arts, al Rinascimento italiano, all'Architettura gotica veneziana.
Raggiunse il picco di popolarità tra gli anni '20 e gli anni '30 del Novecento, in particolare nella realizzazione di palazzi e ville in aree costiere, contribuendo all'espansione di alberghi e resort in California ed in Florida.

## Caratteristiche
Le strutture sono basate tipicamente su una pianta rettangolare con una facciata simmetrica. Muri stuccati, tetti di tegole rosse, finestre arcate o circolari, uno o due piani, balconate in ferro battuto sono tutti elementi distintivi di questo stile. Sovente vennero utilizzati anche chiavi di volta per creare ornamentazioni esterne semplici o ad effetto.
Lo stile venne utilizzato in particolare in hotels, appartamenti, strutture commerciali e residenziali. Gli architetti August Geiger e Addison Mizner furono i sostenitori di questo stile in Florida, mentre Bertram Goodhue, Sumner Spaulding e Paul Williams in California.

## Esempi

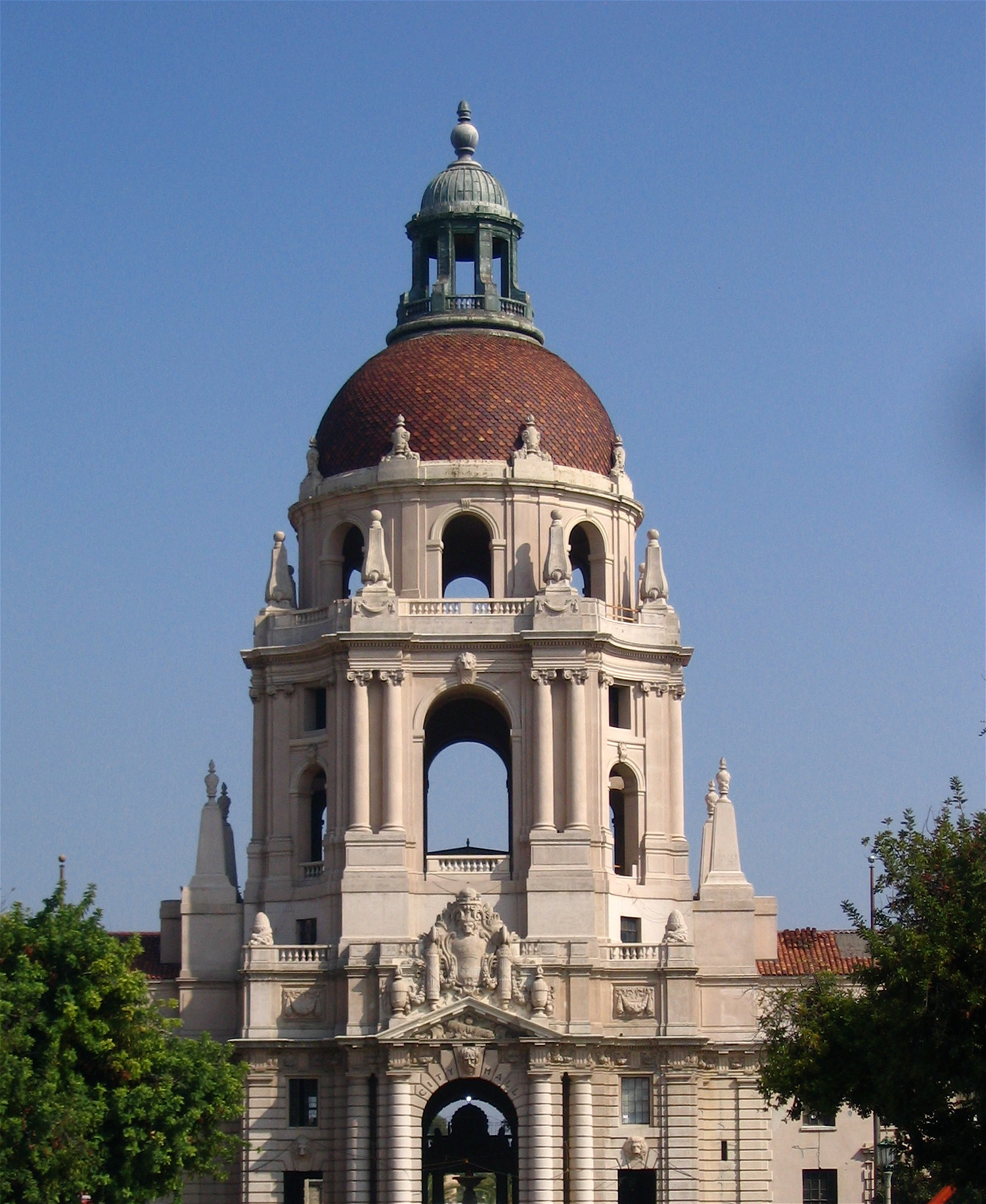
L'elaborata Pasadena City Hall a Pasadena, California è uno degli esempi del grandeur della moda della City Beautiful.

- Hayes Mansion a San Jose, California, completata nel 1905
- Rose Crest Mansion (attualmente parte della The Mary Louis Academy) nei Jamaica Estates, New York, completata nel 1909
- Delaware and Hudson Passenger Station, Lake George, New York, 1909-1911
- Villa Vizcaya a Miami, Florida, completata nel 1914
- Presidio building a San Francisco, California, completata nel 1912
- Ambassador Hotel a Los Angeles, California, 1921 (demolito)
- Temple Terrace Country Club a Temple Terrace, Florida, completato nel 1921
- Freedom Tower a Miami, Florida, completata nel 1925
- Vinoy Park Hotel a Saint Petersburg, Florida, completato nel 1925
- Snell Arcade a Saint Petersburg, Florida. 1925
- Boca Raton Resort & Club a Boca Raton, Florida, completato nel 1926
- Miami-Biltmore Hotel a Coral Gables, Florida, completato nel 1926
- Fort Harrison Hotel a Clearwater, Florida, completato nel 1926
- Cà d'Zan, residenza di John Ringling a Sarasota, Florida, completata nel 1926
- Francis Marion Stokes Fourplex a Portland, Oregon, completato nel 1926
- Florida Theatre a Jacksonville, Florida, completato nel 1927
- Pasadena City Hall a Pasadena, California, 1927
- Winter Park Ninth Grade Center 1927
- Greenacres (Harold Lloyd Estate) a Beverly Hills, California, completato nel 1928
- Don CeSar Hotel, St. Pete Beach, Florida, completato nel 1928
- Beverly Shores Railroad Station, 1928
- Mildred Building, Beaumont, Texas 1929
- Port Washington Fire Engine House a Port Washington, Wisconsin, completato nel 1929
- Casa Casuarina (Villa Versace, oggi noto come The Villa di Barton G.) a Miami Beach, Florida, 1930
- Stazione di Santa Fe (oggi Amtrak e Metrolink), deposito, a Fullerton, California, completata nel 1930
- Beverly Hills City Hall, Beverly Hills, California, 1932
- Cabrillo Beach Bath House a San Pedro, California, completata nel 1932
- Francis Lederer residence, a West Hills, Los Angeles, California, completata nel 1936[3]
- Cooley High School, Detroit, Michigan, 1928
- W.J. Bryan Elementary School, a Miami, Florida, completata nel 1928
- Sunrise Theatre, Fort Pierce, Florida, completato nel 1922
- The Colony Hotel, Delray Beach, Florida, 1926[4]
- Il Flag Building della Chiesa di Scientology (noto come "Super Power Building"), Clearwater, Florida, completato nel 2011